# Коханець леді Чаттерлей (фільм, 1955)
«Коханець леді Чаттерлей» (фр. L'Amant de Lady Chatterley) — французький фільм-драма 1955 року, поставлений режисером Марком Аллегре за однойменним романом 1928 року Д. Г. Лоуренса з Даніель Дар'є у головній ролі.

## Сюжет
Конні Чаттерлей — молода аристократка, у шлюбі за баронетом-тираном Кліффордом Чаттерлеєм, імпотентом, паралізованим від пояса і нижче після поранення під час Першої світової війни. Здається, що Конні закохана у свого чоловіка. Будучи молодою і сексуально активною жінкою, вона заводить роман з чоловіком її кола, який також не приносить їй задоволення. Проте вона зустрічає відмовою пропозицію чоловіка завести роман та народити спадкоємця. Врешті-решт молода самотня жінка закохується в Олів'є Меллорза, мужнього лісника, що працює в їхньому маєтку, чия ніжна і природна манера займатися любов'ю сексуально й емоційно розкріпачує її. Дізнавшись про їхній роман, Чаттерлей впадає в лють — не тому, що його дружина завела коханця, а тому, що перебуває у зв'язку з людиною низького походження. Конні просить у нього розлучення, в чому він їй уїдливо відмовляє; тоді вона залишає його і готується до спільного життя з Меллорзом.

## У ролях
| • Даніель Дар'є | … | Констанція Чаттерлей   |
| • Ерно Криза    | … | Олів'є Меллорз         |
| • Лео Женн      | … | сер Кліффорд Чаттерлей |
| • Берт Тіссен   | … | місіс Болтон           |
| • Жанін Кріспен | … | Гільда                 |
| • Жан Мюра      | … | барон Леслі Вінтер     |
| • Жерар Сеті    | … | Мікаеліс               |
| • Жаклін Ноелль | … | Берта Меллорз          |
| • Жан Мішо      | … | Вілкок                 |

## Знімальна група
- Автори сценарію — Марк Аллегре, Жозеф Кессель за романом Д. Г. Лоуренса «Коханець леді Чаттерлей» (1928) та п'єсою Філіппа де Ротшильд і Гастона Бонера
- Режисер-постановник — Марк Аллегре
- Продюсери — Жильбер Коен-Сеа, Клод Ганц
- Оператор — Жорж Періналь
- Композитор — Жозеф Косма
- Монтаж — Сюзанн де Тройє
- Художник-постановник — Александр Тронер
- Художник по костюмах — Полетт Кокатрікс
- Художники-декоратори — Александр Тронер, Огюст Капельє
- Звук — Робер Б'яр

## Цензура фільму в США
У 1957 році фільм привезли у Сполучені Штати, і він успішно пройшов митницю. Компанія-дистриб'ютор «Kingsley International» представила стрічку до Департаменту освіти штату Нью-Йорк для отримання ліцензії на демонстрацію. Відділ художніх фільмів (місцеве агентство з цензури) визнало три сцени «аморальними» і відмовило дистриб'юторам видати ліцензію у разі, якщо ці сцени не будуть вирізані. Дистриб'ютори відмовилися вносити зміни і попросили регентів Університету цензури штату Нью-Йорк переглянути рішення на підставі того, що закон штату про освіту гарантував таке право. Рішення регентів підтримало відмову на підставі закону про освіту.
Адвокати з боку компанії «Kingsley International» опротестували це рішення в апеляційному відділенні суду, яке переглянуло рішення регентів і винесло постанову про видачу ліцензії на демонстрацію. Тоді справа була спрямована до Апеляційного суду штату Нью-Йорк, який переглянув рішення апеляційного відділення і підтвердив відмову регентів надати ліцензію на демонстрацію фільму. Тоді справа була спрямована до Верховного суду США, який переглянув рішення апеляційного суду і виніс анонімну постанову про те, що штат Нью-Йорк порушив конституцію. В результаті фільм вийшов у нью-йоркський прокат 10 липня 1959 року.